# Jeanne Rij-Rousseau
Pour les articles homonymes, voir Rousseau.
Jeanne Rij-Rousseau, née le 10 juin 1870 à Candé (Maine-et-Loire) et morte le 22 octobre 1956 à Savigny-sur-Braye, est une artiste peintre cubiste française.

## Biographie
Jeanne Rij-Rousseau est née à Candé en Maine-et-Loire sous le nom de Jeanne Caffier. Issue d’une famille nombreuse, elle quitte son village natal dès sa quinzième année pour tenter sa chance à Paris. C’est grâce à une tante parisienne qu’elle trouve un travail dans un atelier de mode. Elle n’est encore qu’une petite couturière. Elle fait alors en 1894, la connaissance d’un négociant en vins, Jean-Auguste Rousseau, fortuné et de beaucoup plus âgé qu’elle qui l’oriente vers la peinture. Elle l’épousera en 1900.
Elle commence à exposer ses œuvres sous le nom de Jeanne Rousseau ou de Jeanne Rousseau-Caffier. Ce n’est qu’après la mort de son mari qu’elle adopte le pseudonyme de Jeanne Rij-Rousseau qu’elle conservera d’ailleurs jusqu’à la fin de sa carrière artistique – même si elle devint Jeanne Loiseau après son deuxième mariage.

### Pionnière d'une nouvelle peinture
Dès les années 1899-1900, elle cherche à peindre en utilisant de grands aplats colorés  — procédé assez proche des premiers Nabis — et elle affectionne les couleurs qui « parlent à l’esprit » : le jaune du cadmium orangé ou encore le bleu cobalt jointé d’un rouge intense. Lorsque le cubisme fait son apparition en 1907, elle ne se contente pas d’adhérer au mouvement ; elle souhaite plutôt créer un style bien à elle et se met à « trianguler » ses toiles, système qu’elle intensifie, barrant souvent toute la toile en triangles ou en diagonales, avec des dominantes fortes de couleurs pures, claires et foncées, valeurs très intenses et brillantes. C’est ainsi que naissent ses compositions abstraites, ses paysages, ses natures mortes : par cette technique de « triangulation » (cit). Il faut toutefois remarquer que ce concept de triangulation ne se trouve que sous la plume de Zeiger-Viallet. Rien ne permet de penser que l’artiste elle-même l’ait utilisé.
On peut dire incontestablement aujourd’hui que Rij Rousseau fait figure de précurseur. D’une vision nette, qu'elle affirme avec vigueur et intégrité, par des décompositions triangulées, elle exploite systématiquement les variations chromatiques, qu'elle juxtapose avec inventivité. Avec aisance et une certaine légèreté, elle contourne les conventions encore en vigueur dans le domaine de la peinture.
Avec le recul, il semble nécessaire de réviser la valeur octroyée à son œuvre car cette artiste occupe indéniablement une place dans l'histoire de la peinture française moderne. Selon plusieurs témoins de l'époque, son œuvre a d'ailleurs inspiré d'autres artistes.

### Montmartre
Rij-Rousseau est, entre autres, l’amie de Juan Gris (1887-1927). Elle fait sa connaissance au Bateau-Lavoir à Montmartre et aura sur lui une certaine influence dans les années 1906-1907. D’après Guillaume Apollinaire, ce serait plutôt le contraire : ce serait Rij-Rousseau qui aurait suivi les traces de Juan Gris. Sans doute peut-on dire que les deux artistes se sont influencés mutuellement. Paris n’est pas leur seul lieu de rencontre. Ils se retrouveront régulièrement à partir de 1912, dans le sud de la France, à Céret, soit au Grand Café, soit chez leur ami, l'artiste Manolo (1872-1945). Et c’est en collaboration avec Manolo, ami de Georges Braque (1855-1911) et de Picasso (1881-1973) qu’elle fait une petite exposition dans un café à Montrouge. Elle entretient aussi des relations suivies avec d’autres artistes du Bateau-Lavoir.
La décomposition et l’interprétation de la chose vue en triangulation aurait impressionné le peintre Jacques Villon (1875-1963) qui, selon Zeiger-Viallet, se serait même inspiré de ce procédé. Rij-Rousseau est aussi l’élève de Maurice Denis (1870-1943) et de Paul Sérusier (1863-1927) pour qui elle pose à Paris et à Pont-Aven. Elle peint en compagnie de Maurice Denis à Feucherolles et Saint-Germain en Laye. Tous trois sont membres de l’Académie Ranson ( Paul Ranson 1864-1909) dont les locaux se trouvent dans son voisinage à partir de 1911 : au numéro 7 de la rue Joseph Bara. C’est d’ailleurs en qualité de membre de l’Académie Ranson que Rij-Rousseau se rendra à Milan en 1911.
Elle  éprouve pour Marc Mouclier, peintre d'inspiration impressionniste qui a été proche un temps du groupe des Nabis, une grande estime. Au Salon des Indépendants, elle rencontre aussi Paul Signac, mais leur relation reste assez distante.
Rij-Rousseau fait preuve, à travers sa peinture, d’une sensibilité personnelle qu'elle exprime fortement. Sensations vives, contrastes prononcés, couleurs crues lui sont nécessaires pour exprimer sa poésie volontaire. Son principe de la triangulation est une sorte de symphonie des lignes où la rigueur et la liberté des traits se répondent sur la toile. Par son ampleur et la frénésie d’expression qui la parcourt, elle atteint un point – convergeant – où le dessin maîtrise complètement la réalité et s’affirme avec plénitude par rapport à toutes les autres techniques picturales. Quoiqu’elle appartienne à l’Avant-garde, la représentation de l’objet reste pour elle primordiale – ce qui l’empêche d’aboutir à l’abstrait. Sa liberté d’expression reste contenue à l’extrême limite du « figuratif dérivé », de la réalité apparente.
Selon Zeiger-Viallet Rij-Rousseau n’est pas une théoricienne. Sa peinture demeure finalement d’une certaine simplicité ; d'après lui elle obéit davantage à l’instinct qu'à de savant calculs. En outre, toujours selon Zeiger-Viallet, elle aurait peint des triangles pour ne pas faire - comme tant d'autres - des cubes.
Guy Pogu se montre d’un tout autre avis lorsqu’il nomme solennellement Rij-Rousseau précurseur du cubisme synthétique. Il parle d’une théorie du vibrisme qu’elle aurait développé et qui serait à la base de ses œuvres.
Raymond Charmet  et Jean Sutter semblent être sur la même ligne de pensée ; elle aurait vécu et discuté avec les théoriciens de Pont-Aven, Paul Sérusier et Maurice Denis, elle aurait créé le vibrisme et participé activement à l’édification du cubisme. Il serait sorti de toutes ces discussions et tous ces essais une œuvre originale du type « expérimental » qui aurait fait réfléchir les techniciens et les amoureux de la peinture.

### Montparnasse
C’est son premier mariage avec le négociant en vins Jean Auguste Rousseau (1852-1916) qui va lui permettre de mener sa vie d’artiste ; elle peut se vouer à son art et réaliser tous ses désirs sans avoir à se préoccuper de soucis matériels et financiers. Ainsi, elle entreprend à plusieurs reprises des voyages dans le sud de la France pour rencontrer d’autres artistes, elle part même à l’étranger, en Italie, en Suisse.
Ce n’est que peu après la mort de son premier mari qu’elle fait la connaissance de Raoul Loiseau qui deviendra son deuxième époux en 1922. Né en 1859 à Abbeville, divorcé, domicilié à Montigny-sur-Loing, Maître Loiseau est un avocat distingué, ancien secrétaire de la Présidence Pierre Waldeck-Rousseau (son cousin). C’est grâce à lui que Rij-Rousseau profite à nouveau d’une confortable aisance matérielle et qu’elle fait son entrée dans les milieux bourgeois de la société parisienne. Maître Loiseau admire sa peinture. Il emmène sa femme dans les restaurants les plus en vogue du boulevard du Montparnasse « Chez Joelle » ou au « Clos Cécile ». Pour lui éviter les soucis de la cuisine, afin qu’elle ne perde pas son temps précieux à faire les courses et préparer les repas, il lui offre même le restaurant midi et soir. Sa générosité n’a pas de limites : il permet à Rij-Rousseau de mener un train de vie luxueux qu’elle ne se prive pas d’exhiber, notamment par sa tenue vestimentaire – ce qui ne manque pas de provoquer des sentiments de jalousie chez d’autres femmes peintres de Montparnasse.
Rij-Rousseau est libre de s’adonner pleinement à sa peinture ; elle n’en a pas besoin, comme maints autres artistes, pour gagner sa vie. Jusque dans les années 1930, elle occupera un atelier au no 86 de la rue Notre-Dame-des- champs dans le 6e arrondissement, Cet atelier se trouve au deuxième étage, juste au-dessus de celui de Fernand Léger (1881-1955). Son appartement est au quatrième. Le même immeuble abrite aussi l’atelier de Marcel-Lenoir (Jules Oury, 1872-1931) qui fut autrefois celui du célèbre peintre James Whistler (1834-1903). Parmi ses amis, on compte aussi à cette époque l’artiste russe Albert Weinbaum (Winebaum,Vaynboym) (1890-1943) qui mourra à Auschwitz.
Rij-Rousseau est possédée par le démon de la peinture ; elle retravaille inlassablement ses toiles, se relève parfois la nuit pour continuer un tableau non achevé. Pour elle, tout support mérite d'être peint : ses meubles, sa vaisselle, ses radiateurs, les portes de son appartement. Elle transforme tout son intérieur en un énorme kaléidoscope multicolore.
Non loin de chez elle, au no 7 de la Rue Joseph Bara se trouve l’Académie Ranson où travaillent Sérusier (1862-1927), Félix Vallotton (1875-1925) et Édouard Vuillard (1868-1940). Juste en face habite Edmond-Henri Zeiger-Viallet (1895-1994) qui va accompagner Rij-Rousseau et son œuvre 30 années durant et qui a écrit une biographie de cette artiste. Il la décrit ainsi : « Pour une drôle de petite bonne femme, c’était vraiment une drôle de bonne femme ! Elle était de taille petite, à silhouette léonienne, avec de grands cheveux d’un blond roux, coiffés à la Paderewski, nez légèrement busqué. Ses traits étaient fins et peu accentués… sa voix fluette, mais vibrante. Ses yeux gris clair, froids, sans expression particulière. Mais elle était pourvue de très, très grandes oreilles pointues, faunesques… habillée, non sans une certaine recherche, Rij-Rousseau possédait une allure bien personnelle ».
Si Rij-Rousseau fut la muse de nombreux artistes de Montmartre avant 1910, elle devint dans les années 1920 une citoyenne en vue de Montparnasse. Elle est une figure à part entière du monde de l’art parisien qui se retrouve dans les  lieux chics de ce quartier à la mode : La Rotonde, le Dôme, la Coupole dont elle décorera en 1927, à l’occasion de l’inauguration, un des piliers qu’on peut encore admirer aujourd’hui.

### Les années 1920
À l’été 1924, un évènement – qu’on trouve relaté jusque dans la presse américaine – fait scandale ! Le Président du Salon des Tuileries, Albert Besnard, refuse d’accrocher le tableau de Rij-Rousseau « Les courses » bien que le jury ait déjà accepté son admission. Il en suit mainte protestation dans la presse et une vague de solidarité de la part de ses collègues peintres.
La même année, elle connaît un succès indiscutable lors d’une exposition privée à la Galerie Carmine où elle présente trente tableaux et six grandes tapisseries ainsi que des dessins et des croquis.
Rij-Rousseau apparaît comme une rénovatrice des fameux Ateliers d’Aubusson (1910-1911). Elle y fait confectionner des tapisseries d’après quelques-uns de ses tableaux. En 1909, elle leur confie sa grande toile « Les lutteurs » pour qu’elle y soit transposée. Invitée par Alice Bailly (1872-1938), elle-même peintre tapissière, elle séjourne tout un été à Chexbres-sur-Vevey en Suisse et devient inconsciemment son épigone.
Lors de la première exposition internationale des Arts décoratifs à Paris en 1925, elle obtient une médaille d’or pour la présentation de sa tapisserie « La ville ». On peut dire qu’elle s’est fait remarquer dans l’art de la tapisserie française avant Jean Lurçat (1892-1966) qui ne s’y intéressa qu’à partir de 1915 et bien avant aussi François Tabard (1902-1969).
Rij-Rousseau vogue de succès en succès. À partir de 1908, elle expose au Salon des Indépendants, à partir de 1911 au Salon d’Automne – dont elle est membre – et à partir de 1924 au Salon des Tuileries. Elle fait partie, depuis 1920 des Artistes de la Section d’Or et depuis 1923 elle participe, grâce à ses gravures sur bois, à l’illustration de la «Revue Montparnasse» dirigée par Géo-Charles et Marcel Hiver. C’est aussi en 1923 qu’apparaît en avant-programme de tous les cinémas parisiens la présentation de l’Inauguration du Salon des Indépendants avec sa grande œuvre « Le lecteur ».
En 1925, Rij-Rousseau crée le Groupe des Femmes Peintres Françaises. C’est elle qui organise dans les années suivantes des expositions pour ce groupe, en particulier à Paris (entre autres à la  Galerie Barbazanges)  mais aussi à l’étranger, par exemple à Bruxelles.
On trouve entre autres dans ce groupe Marie Laurencin (1883-1956), ancienne compagne du poète Guillaume Apollinaire (1880-1918) ; Suzanne Duchamp (1889-1963), sœur des peintres Jacques, Raymond et Marcel Duchamp et épouse du peintre suisse Jean-Joseph Crotti (1878-1958) ; Marguerite Matisse (1894-1982), fille du peintre Henri Matisse (1869-1954) ; Hermine David (1886-1970), épouse du peintre bulgare Jules Pascin (1885-1930) ; Chériane (1898-1990), épouse de l’écrivain Léon-Paul Fargue (1876-1947) ; Fernande Barrey (1893-1960), épouse du peintre japonais Foujita (1886-1968) ; Valentine Prax (1897-1981), épouse du sculpteur russe Ossip Zadkine (1890-1967) ; Hélène Perdriat (1889-1969), épouse du peintre norvégien Thorvald Hellesen (1888-1937) ; Ghy Lemm (1888-1962), épouse du peintre suédois Hans Ekegardh (1881-1962) ; Irène Lagut (1880 - 1960), élève de Braque et de Picasso.
Cette liste donne un aperçu intéressant du milieu artistique parisien des années 1920. Pratiquement toutes ces femmes citées ici profitent d’une situation confortable ; elles n’ont guère à se soucier de problèmes financiers. Elles sont en contact intense les unes avec les autres, mais elles sont aussi en relation avec les peintres, les écrivains et les musiciens de leur époque. Irène Lagut, par exemple, est amie de Serge Férat et d’Hélène Oettingen qui sont eux-mêmes liés d’amitié avec Max Jacob, De Chirico et Severini. Elle entretient aussi des relations  avec Maurice Raynal, Blaise Cendrars, André Salmon, Fernand Léger, Albert Gleizes et Marc Chagall. Le couple Fernande Barrey- Foujita illustre un autre exemple de ces relations « enchevêtrées » : ils sont les amis de Jeanne Hébuterne et d’Amedeo Modigliani ; ils sont aussi les amis de Valentine Prax et de Ossip Zadkine et seront même leurs témoins de mariage. De même, Hermine David entretient de bonnes relations avec Braque, Foujita, Gris, Moise Kisling, Jacob, Suzanne Valadon et Maurice de Vlaminck. Quant à Chériane, son cercle d’amis englobe de grands personnages comme Maurice Ravel, Paul Valéry, Paul Claudel, Claude Debussy, André Gide et Picasso.
Importants sont aussi les nombreux mécènes qui agissent à l’arrière-plan. Hélène Perdriat est la protégée du collectionneur Pierre Roché ; son mari et elle entretiennent de bonnes relations avec le mécène Jacques Doucet. On peut citer encore le couturier parisien Paul Poiret et plus tard Leo Stein qui joueront tous les deux un rôle important.
Le fait que Rij-Rousseau ait fondé en 1925 ce Groupe des Femmes Peintres et qu’elle ait organisé leurs expositions, prouve combien elle fut engagée dans le monde des arts du Paris de cette époque. Étant de loin la plus âgée parmi les membres de ce groupe, elle peut apporter les expériences nécessaires. On lui attribue d’ailleurs une très forte force de volonté, ce qui est certainement utile pour assumer cette tâche. Quant à ce trait de caractère, on raconte qu’elle entreprit en 1942, à l’âge de 72 ans, des études de psychologie et qu’elle se déclara de 10 ans plus jeune pour pouvoir être admise.
Rij-Rousseau fait des expositions à Paris, à la Galerie Montparnasse, à La Galerie Carmine, à la Galerie Corot, mais elle expose aussi en province et à l’étranger, par exemple à Zurich, à Genève, à Bruxelles, à Berlin, à Düsseldorf ou même à Boston et New York.
La presse française commente ses œuvres avec attention et bienveillance, ainsi Gustave Kahn dans le « Mercure de France »  et dans « Le Quotidien » ; Henry Coutant dans le journal « Ouest » ;  André Warnod dans  « Comœdia » ;  André Salmon dans la « Revue de France » ;  Florent Fels dans « L’Art Vivant » et dans les « Nouvelles Littéraires » ; Charles Fegdal dans la « Revue des Beaux-Arts ».
Parmi les compagnons de route de Rij-Rousseau, on compte, à côté de bien d’autres, Blaise Cendrars (1887-1961), le peintre suisse Rodolphe-Théophile Bosshard (1889-1960), les peintres Albert Gleizes (1881-1953) et Jean Metzinger (1881-1956). On trouvera même encore dans les années 50 un jeune artiste ambitieux, Alain Carrier (1924) qui ne cesse de s’enthousiasmer pour elle et sait  aujourd’hui encore raconter avec verve les entretiens qu’il a eus avec elle.
En 1930 paraît en Allemagne un livre d’Elga Kern dans lequel elle compte Rij-Rousseau parmi les trente femmes d’Europe les plus éminentes. L’État français fait l’acquisition de cinq de ses œuvres et lui confère en 1939 l’ordre d’Officier d’Académie en récompense de ses mérites. À l’étranger, certains musées acquièrent aussi de ses œuvres, citons par exemple Prague.
C’est à cette époque qu’elle introduit dans ses tableaux de plus en plus de thèmes modernes, comme le sport et la technique. Citons, pour le sport, « Les rameurs », « Les canotiers », toile de grand format (2,50 × 1,90 m), « Le joueur de tennis », « Le coureur », « Les lutteurs », « La bicyclette ». L’artiste y utilise des couleurs fortes, des effets de lumière par plaques et ici encore le procédé de la triangulation. Pour la technique, nous citerons « L’hydravion », « L’aéroplane », »Composition mécanique »
Par ailleurs, les courses de chevaux sont pour elle une source d’inspiration fréquente. Car Rij-Rousseau ne manque jamais d’accompagner son mari, Maître Loiseau qui a la passion des courses et aime parier.
Mais outre ces sujets modernes, l’artiste ne cesse de peindre des fleurs et des natures mortes ainsi que des paysages : Monte Carlo, Annecy, le lac de Genève et la Creuse.

### Les années 1940
Aussi rapide qu’a été sa promotion sociale, aussi rapide est maintenant son déclin. En 1940, le couple Loiseau fuit devant l’arrivée imminente des Allemands, ils se réfugient à Châtellerault où ils sont hébergés par Edmond-Henri Zeiger-Viallet. Ils rentrent à Paris en 1941 et Maître Loiseau, très affaibli, y meurt le 9 décembre. C’est alors que ses moyens financiers se réduisent ; à la femme riche et extravagante de la société parisienne succède maintenant une femme seule, démunie, qui va jusqu’à noter dans ses carnets ses dépenses quotidiennes : le pain, les timbres et autres petites choses de tous les jours. Elle est d’abord trop fière pour se laisser aider ; elle refuse catégoriquement le soutien de ses amis et va même jusqu’à refuser l’aide de l’Académie des Beaux-Arts.
Mais en 1951, à l’âge de 81 ans, elle se voit obligée de demander une aide sociale à la ville de Paris ; sa célébrité de l’époque d’avant-guerre est oubliée. En 1955, c’est une petite-nièce qui l’accueille finalement à Savigny-sur-Braye dans le Loir-et-Cher et qui prendra soin d’elle jusqu’à sa mort le 22 octobre 1956. Dans ces dernières années de sa vie, elle a cherché, en vain, à retrouver ses frères et sœurs. Car ce n’est qu’avec sa sœur Françoise et la famille de celle-ci qu’elle a eu, sa vie durant une relation suivie.

### La succession
Rij-Rousseau meurt en 1956 dans la maison de sa petite-nièce à Savigny-sur-Braye ; elle est pauvre et oubliée. Elle sera enterrée au cimetière de Savigny avec pour épitaphe « Jeanne Coffier, épouse Loiseau 1870-1956 ».
C’est alors que, peu après sa mort, un marchand de tableaux parisien fait son apparition chez les descendants à Savigny. Ce marchand avait déjà contacté Rij-Rousseau alors qu’elle vivait encore à Paris. Il achète à la famille – qui n’a guère conscience de la valeur des œuvres de son aïeule – plus de cent tableaux pour une somme dérisoire. Parmi ces tableaux se trouvent entre autres des œuvres de peintres amis, comme Fernand Léger. Là-dessus, il organise deux expositions, l’une en 1958 dans sa galerie parisienne, l’autre en 1959 au Château de Blois, à la suite desquelles il parvient à vendre plus de 60 tableaux (qui avaient été exposés à Blois) à une galerie new yorkaise. Lors de la préparation de ses expositions, il a publié une petite brochure dans laquelle il présente Rij-Rousseau comme précurseur du cubisme et soi-disant théoricienne du vibrisme.
Ce n’est que peu à peu que le monde de l’art recommence à s’intéresser à Rij-Rousseau. Des œuvres qu’on croyait perdues réapparaissent et sont offertes dans des ventes aux enchères.C’est surtout aux États-Unis que l’intérêt pour l’œuvre de Rij-Rousseau reste constant. Depuis 1992, il y a eu à New York plusieurs expositions assez importantes. On trouve de ses œuvres dans les grandes maisons de ventes aux enchères. Rien qu’aux États-Unis on compte 22 musées qui possèdent des œuvres de Rij Rousseau, alors qu’en France, il n’y en a que trois.
On retrouve peu à peu des documents qui illustrent la position de cette passionnante artiste dans l’histoire de la peinture. Il faudra sûrement un certain temps pour que les historiens de l’art étudient et estiment ces documents à leur juste valeur. Alors, Rij-Rousseau retrouvera sans aucun doute la place qui lui revient dans l’histoire de la peinture. Et comme le dit si bien Edmond-Henri Zeiger-Viallet : »Revient à César ce qui est à César »

## Conservation
- Musée national d’art moderne, Centre Pompidou, Paris, France
- Musée des Beaux-arts. Château de Blois, France
- Musée Géo-Charles, Echirolles, Grenoble, France
- The Metropolitan Museum of Art, New York
- Brooklyn Museum, New York, USA
- The Morgan Library and Museum, New York, USA
- National Gallery of Art, NGA, Washington, D.C. USA
- National Museum of Women in the Arts, NMWA, Washington, D.C. USA
- Yale University Art Gallery, New Haven, Connecticut, USA
- Harvard University Art Museums, Fogg Museum, Cambridge, Massachusetts, USA
- Princeton University Art Museum, Princeton, New Jersey, USA
- Museum of Art, Rhode Island School of Design, RISD, Providence, Rhode Island, USA
- Frances Lehman Loeb Art Center, FLLA, Vassar College, Poughkeepsie, N.Y., USA
- Museum of Fine Arts, Boston, USA
- Philadelphia Museum of Art, Philadelphia, Pennsylvania, USA
- Art Institute of Chicago, ARTIC, Chicago, Illinois, USA
- Chazen Museum of Art, University of Wisconsin, Madison, Wisconsin, USA
- Allen Memorial Art Museum, AMAM, Oberlin College, Ohio, USA
- Wichita Art Museum, Wichita, Kansas, USA
- « Jeanne Rij-Rousseau », Spencer Museum of Art, The University of Kansas, Lawrence, Kansas, USA
- Williams College Museum of Art, WCMA, Williamstown, Massachusetts, USA
- Hood Museum of Art, Dartmouth College Hanover, New Hampshire, USA
- Five College Consortium, Amherst, Massachusetts, USA